# Nero Assoluto Z

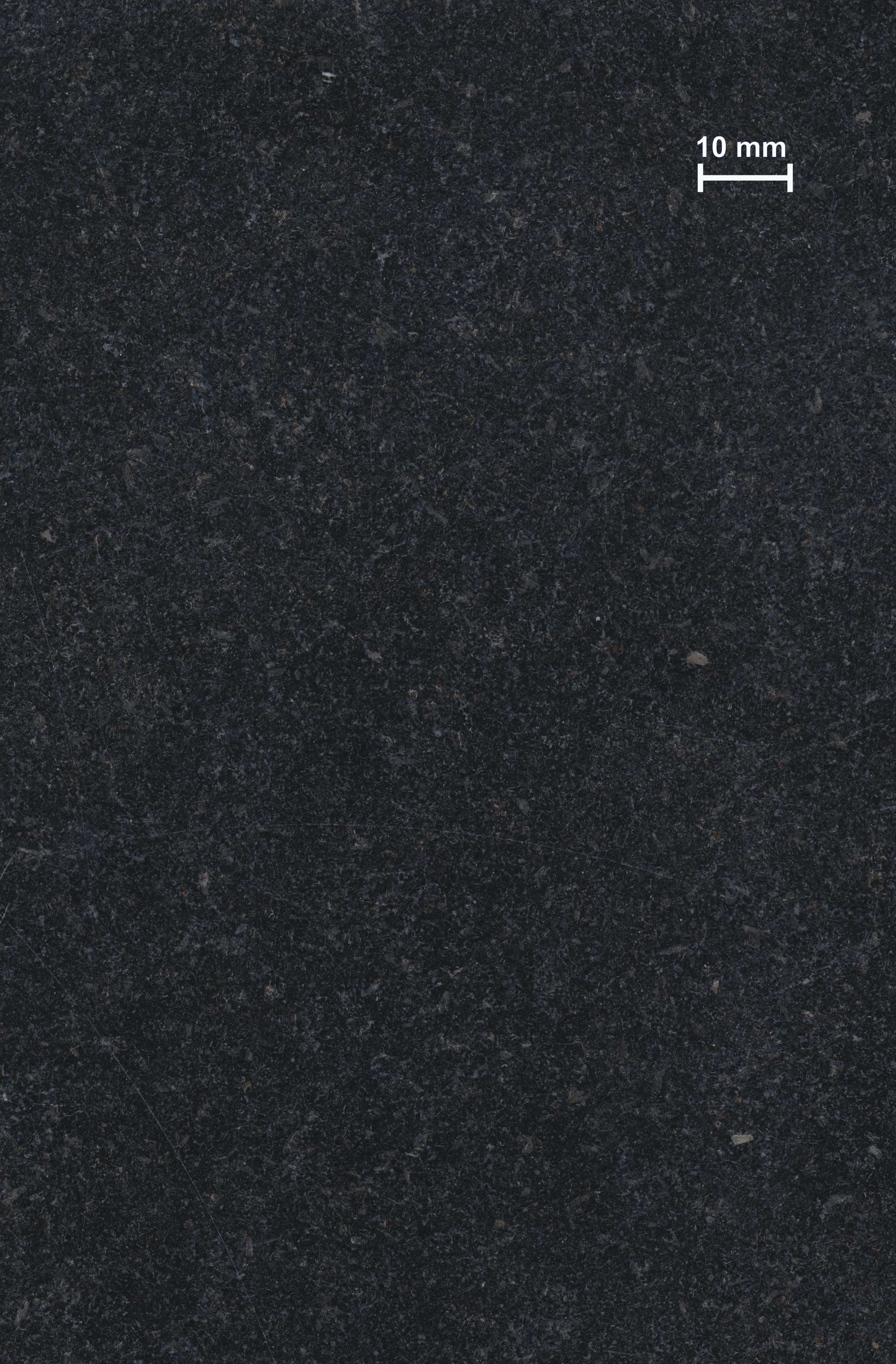
Musterplatte von Nero Assoluto Z

Nero Assoluto Z, auch Nero Absolute Zimbabwe, Zimbabwe Black, Nero Fine, Nero Coarse oder Dark Grey, ist ein international verbreiteter Naturstein aus Simbabwe, der an mehreren Gewinnungsstellen im Nordosten des Landes abgebaut wird.

## Geologie der Lagerstätte
Nero Assoluto Z ist ein Dolerit, der im Proterozoikum als subvulkanisches Gestein in Gangschwärmen der Mashonaland Dolerite Suite entstand. Die Dolerit-Lagergänge und Dykes haben den Simbabwe-Kraton (Zimbabwean Craton) in alle Richtungen durchzogen. Im Nordosten des Landes treten vor allem Lagergänge auf. Ihr maximales geologisches Alter wird auf 1,9 Mrd. Jahre geschätzt.

## Gesteinsbeschreibung
Nero Assoluto Z ist bei einer polierten Oberfläche ein tiefschwarzes Gestein mit hoher Witterungsbeständigkeit. Die erzielbare Politur ist sehr dauerhaft. Sein Farbton und die gleichmäßige Textur machen ihn auf dem Weltmarkt konkurrenzfähig, da es nur wenige nichtkarbonatische schwarze Naturwerksteine gibt.
Die mineralische Zusammensetzung besteht aus zu gleichen Anteilen von dunklen Pyroxenvarietäten (überwiegend Bronzit) und transparentem Plagioklas. Als Nebengemenganteil tritt Titanit auf. Die mafischen Mineralanteile bewirken eine hohe Rohdichte, die bei etwa 3,0 g/cm3 liegt. Dadurch ist der Nero Assoluto Z im Vergleich mit anderen Werksteinen ein sehr schwerer Naturstein. Das Gestein ist nahezu porenfrei und hat einen Wasseraufnahmewert von unter 0,3 Gewichtsprozenten.

## Abbau und Verwendung
Das Gestein wird in großen Rohblöcken gewonnen, die überwiegend eine quaderförmige Gestalt haben. Es gibt zwei Abbauregionen. Die eine liegt in der Umgebung von Mutoko (Provinz Mashonaland East) und die andere zwischen den Orten Murehwa und Shamva.
Im ländlichen und überwiegend sozioökonomisch unterentwickelten Distrikt Mutoko hat sich der Gesteinsabbau zu einem intensiven Wirtschaftsfaktor entwickelt. Bis 1991 kontrollierte nur die Lokalbehörde Mutoko Rural District Council den Gesteinsabbau und übte die steuerrechtliche Befugnis darüber aus. Mit diesen Einnahmen wurden die Mutoko High School und das Takabudirira Training Center (Berufsschule) finanziert. Das Gestein galt bis dahin lediglich als allgemeine „Ressource“ und nicht als mineralischer Rohstoff. Diese gewachsene Bedeutung des Rohstoffs führte nun dazu, dass die Regierung den Abbau des „schwarzen Granits“ in den Wirkungsbereich des Berggesetzes (Mines and Minerals Act, 1990) stellte. Um 2011 gab es im Distrikt Mutoko 11 Steinbruchunternehmen, von denen zwei von ausländischen Eigentümern betrieben wurden. Die Steinbruchgebiete liegen am Dorf Gurure und im nordwestlichen Bereich des Dorfes Kadiki (beide im Bezirk Charehwa). Es werden oberirdisch vorhandene Felsengruppen (Geländeformen: castle kopjes, castle koppie sowie bornhardts) mittels Abbohren/Sprengstoff und mit Seilsägen zerlegt. Der Hauptanteil so  gewonnener  Rohblöcke, also 95 Prozent, wird nach Italien, Japan, Malaysia, Argentinien und Singapur (nach anderen Angaben auch Kanada, USA, Dänemark, Australien) exportiert. Nur 5 Prozent finden inländische Verwendung. Mit dem Abbau befassen sich zahlreiche Unternehmen.
Verwendung findet das Gestein zu dekorativen Zwecken in der Architektur sowie im Innenausbau. Letzterer Bereich betrifft vorrangig Küchenarbeitsplatten und andere Möbelabdeckungen sowie Badausstattungen, ferner für Grabmale und Gerätesockel (technische Geräte).

## Umweltauswirkungen des Gesteinsabbaus
Die Steinbruchaktivitäten im Distrikt Mutoko haben in einigen Arealen zur Absenkung des Grundwasserspiegels und in anderen zur Austrocknung von Sümpfen beigetragen. Diese Lebensraumzerstörung natürlicher Ökosysteme haben Folgewirkungen. Komplexe Nahrungsketten, die von diesen Sumpfgebieten ausgehen, sind verloren gegangen.
Der Straßenbau, die vorbereitende und permanente Werkplatzberäumung, Sprengungen der Felsgruppen und die Materialtransporte per LKW bewirken eine Auflockerung der Bodenschichten, das verstärkte Erosionsvorgänge zur Folge hat. Diese erheblichen Eingriffe haben in Verbindung mit dem Verlust an Vegetation im Bereich betroffener Berghänge auch zu einer Instabilität der Bergflanken geführt (Geogefahren). Bergstürze und Schlammlawinen sind die Folge, die in diesen Gebieten zuvor nicht üblich waren.
Diese Massenbewegungen und die um sich greifende Bodenerosion bewirken einen erheblichen Schlammeintrag in betroffene Flusssysteme und vorhandene Stauanlagen, die zudem eine Grundlage des Gartenbaus in den Uferlagen bilden. Dabei sind bereits erstklassige landwirtschaftliche Flächen verloren gegangen. Zudem besteht eine hohe Lärmbelastung durch häufige Sprengungen, deren Nachhall 20 bis 30 Kilometer weit wahrgenommen wird. Die dabei eintretenden Erschütterungen haben Risse in Häusern und anderen Infrastrukturen der Umgebung des Gesteinsabbaus erzeugt.
Zu den Umweltschäden gehört auch die unsachgemäße Entsorgung von Altöl in den Steinbrüchen. Dadurch werden Oberflächenwässer und Grundwassersysteme verschmutzt, was sich nachteilig auf Ökosysteme und die Wassernutzung der Bevölkerung auswirkt.

## Politische Reaktionen auf die Umweltauswirkungen
Im viele Jahrzehnte hinweg war der Abbau des schwarzen Gesteins, im Inland „black granite“ (deutsch: „schwarzer Granit“) genannt, wenig reguliert und kaum staatlich kontrolliert. Die Abbauaktivitäten mündeten unmittelbar in den Export der gewonnenen Rohblöcke, also nur mit einer geringen Wertschöpfung für das Erzeugerland. Die wachsenden Umweltprobleme und der bislang geringe Nutzen für die Region führten zur Kritik an den Verhältnissen und zu Forderungen, dass die Regierung Simbabwes für eine andere Gewinnverteilung aus dem Gesteinsabbau sorgen solle.
Der simbabwische Präsident Emmerson Mnangagwa beabsichtigte 2019 Bestimmungen für ein Ausfuhrverbot der Rohblöcke zu erlassen. Zudem rücken die multiplen Schäden in der Natur sowie an der Infrastruktur immer mehr in das landesweite öffentliche Blickfeld. Im Jahre 2022 wurde in Mutoko eine moderne Natursteinverarbeitungsanlage in Betrieb genommen.

## Ähnliche Gesteine
- Australia Black, Kimberley Premium (Derby-West Kimberley Shire, West Australia, Australien)
- Belfast Black (Belfast, Mpumalanga, Südafrika)
- Derby Black (bei Derby, Derby-West Kimberley Shire, Western Australia, Australien)
- Nero Assoluto India (Indien), Indian Absolute Black Granite‚ India Black (Dharwar Craton)
- Nero Assoluto Uruquay (Rosario, bei Colonia del Sacramento, Uruguay)
- Schwarz-Schwedisch (Südschweden)

## Trivia
In der südafrikanischen Natursteinwirtschaft gibt es den traditionellen Begriff „kopje stone“, oder auch „mountain stone“, das auf Deutsch so viel wie „Kuppenstein“ oder „Kopfstein“ bzw. „Bergstein“ heißt. Mit diesen Begriffen werden feinkörnige Diabase, Dolerite und petrographisch völlig andere Gesteine bezeichnet. Sie nimmt auf  kuppenförmige Landschaftsbestandteile Bezug, an denen das Gestein abgebaut wird. Im Allgemeinen ist ein solches Natursteinprodukt „hart“, dicht und witterungsbeständig. In Südafrika ist der Oberbegriff „black granite“ ebenso für Gabbros, Norite, Diorite, Diabase und Dolerite in der verarbeitenden Steinindustrie der Region um Pretoria und Rustenburg verbreitet.